# Кузьмин, Владимир Иванович
Влади́мир Ива́нович Кузьми́н (род. 14 сентября 1965, Москва, РСФСР, СССР) — российский серийный убийца, грабитель, насильник и вор, в 1990-е годы занимался развращением несовершеннолетних, убийствами и квартирными кражами.

## Биография

### Первые преступления
Владимир Иванович Кузьмин родился 14 сентября 1965 года в Москве. Жил вдвоём с больной матерью. Уже в 10-летнем возрасте попался на краже, в 12 лет имел несколько приводов в милицию за бродяжничество, а когда жил дома, вместо ухода за слепой матерью крал деньги, морил голодом, а за любые попытки пристыдить — избивал. Так в 13 лет он был отправлен на три года в спецшколу в Каширском районе, где содержались дети из неблагополучных семей и малолетние преступники.
Возвращаясь из спецшколы в июне 1982 года, он знал, что по законам общества уже жить не будет. Для начала он совершил несколько квартирных краж, для этого выбирал квартиры на 1 или 2 этаже, где можно было залезть в форточку. В сентябре того же года он был задержан на сбыте краденого и приговорён к 7 годам лишения свободы в воспитательно-трудовой колонии усиленного режима. Там его насильственным путём превратили в пассивного гомосексуала. Для того, чтобы поднять свой авторитет, он выбирал ещё более слабых и поступал точно так же, как поступали с ним. 28 февраля 1986 года он без особой причины плеснул соляной кислотой в лицо другому заключённому, в результате тот ослеп, а Кузьмин был приговорён ещё к 5 годам лишения свободы. Через некоторое время он был переведëн в колонию-поселение в Архангельской области.

### Побег и второй срок
Весной 1993 года, когда до конца срока оставалось чуть больше года, он совершил побег из мест заключения. После побега он сразу же приехал в Москву. Его мать умерла, а квартира отошла государству. В середине апреля 1993 года возле Царицынского интерната Кузьмин встретил 13-летнего Дениса Калистратова из неблагополучной семьи. Кузьмину повезло — он встретил такого же одинокого и зависимого, каким был сам. Пообещав угостить его пивом, он повёл его на стройку, где предложил заняться оральным сексом. Подросток отказался, тогда Кузьмин приставил нож к горлу мальчика, и тот согласился. Калистратов смирился со своей участью и стал проживать с Кузьминым. В конце мая Кузьмин привёл ещё одного мальчика, с которым при помощи угроз совершал развратные действия. Но ему удалось убежать, он обратился в милицию, и Кузьмин был задержан. За совращение несовершеннолетних и побег из тюрьмы он получил 4 года — на этот раз в колонии строгого режима. Это была его третья судимость.

### Убийства
В июне 1997 года возвратился в Москву. Единственным человеком, с которым его что-то связывало, был Денис Калистратов. По старому адресу на Шипиловской улице Калистратовы больше не жили, но от соседей ему удалось узнать новый адрес: улица Борисовские Пруды,  дом 23, квартира 61, и то, что Денис живёт теперь один. Его пьющая мать умерла, а отчим и оба старших брата находились в заключении. Калистратов жил в своей квартире не один, с ним жила девушка, с которой они строили планы. Кузьмин сразу же потребовал, чтобы тот расстался с девушкой, пригрозив рассказать ей о прошлом. Калистратов был вынужден расстаться с ней. Кузьмин стал жить у Калистратова. Вскоре Денис сказал, что ему не нравится их физическая близость, и тогда Кузьмин предложил сделку: они прекращают отношения такого рода, но взамен Денис должен стать беспрекословным помощником в делах Кузьмина.
С лета по конец сентября 1997 года Кузьмин совершил не менее 7 убийств.
2 июля 1997 года Кузьмин познакомился с 15-летним подростком. Тот признался, что ему не хватает денег, чтобы проводить время, как большинство его сверстников, и он пригласил подростка домой, напоил водкой и стал уговаривать его вступить с ним в половую связь — тот отказался. Тогда Кузьмин завёл его в ванную, нанёс 2 удара ножом и изнасиловал его. Вернувшемуся Калистратову он предложил добить подростка, и тот согласился. После этого Кузьмин с Калистратовым убили ещё одного 15-летнего подростка, познакомившись с ним на Братеевском мосту и заманив в квартиру. Потом Калистратов бежал от Кузьмина, и остальные убийства и преступления Кузьмин совершил один.

### Арест, следствие и суд
В Борисовском пруду обнаружили труп юноши. Отработка ближайших связей убитого восстановила события его последних дней. Он должен был приехать на квартиру своего знакомого Дениса Калистратова, обещавшего продать ему марихуану. За квартирой установили наружное наблюдение, и вскоре возле квартиры появились двое подростков. Они сказали, что уже 2 недели не могли найти Калистратова. Вскоре был задержан и Денис Калистратов. Первым делом проверили квартиру, где проживал Калистратов, и обнаружили кровь в ванной. Но экспертиза показала, что отпечатки Дениса были в последний раз оставлены 2 недели назад, а кровь свежая. Денис сказал, что вторые ключи находятся у Кузьмина. Выяснив, что у Кузьмина в Москве живёт двоюродная сестра, оперативники направились туда, где Кузьмин и был задержан. Вскоре он начал давать показания, рассказав об 11 убийствах — 3 подростков, 5 мужчин и 3 женщин, из которых были доказаны 7. Трупы 4 пропавших без вести мужчин (его возможных жертв) не были найдены, хотя Кузьмин указал места убийств. В 1999 году судебно-психиатрическая экспертиза, проводимая в Институте Сербского, признала Кузьмина абсолютно вменяемым. В том же году Кузьмин предстал перед Московским городским судом и был признан виновным в серии убийств, изнасилованиях и других преступлениях. Он был признан вменяемым и приговорён к пожизненному заключению с отбыванием первых 5 лет в тюрьме, а оставшихся — в исправительной колонии особого режима.

## В массовой культуре
- Документальный фильм «Последним не будет» из цикла «Криминальная Россия» (1998)[прим. 2]